# Tortel Dols di Colorno
La Tortél Dóls (dialecto parmigiano ), es un plato típico italiano de la tradición culinaria del bajo Parma y, en particular, el área de común entre Colorno, Mezzani, Sissa, Torrile y Trecasali.

## Orígenes
Cuenta la tradición que el nacimiento de Tortél Dóls se remonta a la época de la duquesa María Luisa de Austria. De hecho, se dice que en ocasiones especiales la duquesa solía ofrecer a los barqueros de Sacca di Colorno (sabien) un primer plato de tortelli con un relleno agridulce. Por esta peculiaridad se le llamó Tortél Dóls.

## Personalizado
Este plato se ha ido transmitiendo de familia en familia y hoy en día se tiene la costumbre de que se prepare en el período invernal, especialmente con motivo de Nochebuena, último día del año y víspera (cavdon) de la fiesta de "Sant'Antònni dal Gozén" (16 de enero).
En octubre, el segundo fin de semana, se suele organizar la "Gran Galà del Tortél Dóls en Colorno", un evento cultural y gastronómico organizado por la Cofradía de Tortél Dóls y dedicado a la degustación de este tradicional primer plato.

## Ingredientes
El relleno se compone de pan rallado, vino cocido (que se obtiene hirviendo el mosto de uva lentamente durante 24 horas para que quede 1 de tres partes) y mostaza estrictamente casera. En algunas variaciones también es posible encontrar mermelada de ciruela, agregada para hacer el relleno un poco menos dulce. A estos ingredientes entonces cada "rezdóra" (la ama de casa-ama de llaves-cocinera que en el pasado administraba los recursos alimenticios de la casa con prudencia y sabiduría) también puede agregar otros personales. El aderezo se elabora principalmente con salsa de tomate y mantequilla, aunque algunos los visten "de blanco" que es con mantequilla derretida y Parmigiano-Reggiano.

## Mostaza
La mostaza debe prepararse rigurosamente en casa y consta de:
- Pera Nobile
- Calabaza mostaza (sandía blanca)
- Membrillo
- Limones en rodajas
- azúcar
- Mostaza mostaza.[2]